# Les Liaisons dangereuses (mini-série)
 (février 2023).
Si vous disposez d'ouvrages ou d'articles de référence ou si vous connaissez des sites web de qualité traitant du thème abordé ici, merci de compléter l'article en donnant les références utiles à sa vérifiabilité et en les liant à la section « Notes et références ».
Pour les articles homonymes, voir Liaisons dangereuses (homonymie).
Les Liaisons dangereuses est une mini-série franco-britannico-canadienne en deux épisodes de 100 minutes, réalisée par Josée Dayan d'après l'œuvre éponyme de Choderlos de Laclos et diffusée au Québec du 5 au 19 janvier 2003 à Super Écran et en France à partir du 25 août 2003 sur TF1.

## Synopsis
Mme de Merteuil (Catherine Deneuve) et Valmont (Rupert Everett) sont de vieux amis, ex-amants, aimant se jouer des autres et se montrant particulièrement doués dans cet art… Ils sont tous les deux libertins, même si Mme de Merteuil, étant plus discrète, parvient à conserver un air de grande vertu auprès de tous, sauf de Valmont.
Mme de Merteuil veut se venger de Gercourt, et décide de s'en prendre a sa fiancée, Cécile Volanges (Leelee Sobieski), une jeune fille de 18 ans, pure et innocente, sortant tout juste d'un pensionnat suisse. Pour ce faire, elle demande à Valmont de la mettre enceinte avant son mariage avec Gercourt. Il refuse, prétextant devoir partir dans le sud chez sa tante Rosemonde (Danielle Darrieux). Là-bas, il rencontre Mme de Tourvel (Nastassja Kinski), qu'il tient absolument à ajouter à son tableau de chasse… Apprenant cela, Mme de Merteuil se tourne vers un de ses élèves violonistes, Danceny (Tedi Papavrami) et s'arrange pour le faire tomber amoureux de Cécile. Après quelque temps, elle apprend la liaison de Cécile et Danceny, trop lente à son goût, à Mme Volanges (Françoise Brion). Cette dernière décide donc de partir dans le sud chez Mme de Rosemonde avec Cécile pour l'éloigner de Danceny… Elle ne sait pas qu'elle la rapproche d'un autre mal : Valmont, qui décide enfin de réaliser les projets de vengeance de son amie, ayant appris que Mme Volanges le dénigrait auprès de Mme de Tourvel… La pauvre Cécile va-t-elle donc aussi succomber à Valmont ?

## Distribution
- Catherine Deneuve : Marquise Isabelle de Merteuil
- Rupert Everett : Vicomte Sébastien de Valmont
- Nastassja Kinski : Mme Maria de Tourvel
- Danielle Darrieux : Mme de Rosemonde
- Leelee Sobieski : Cécile de Volanges
- Andrzej Żuławski : Antoine Gercourt
- Cyrille Thouvenin : Hugo / Ludovic
- Françoise Brion : Mme Volanges
- Tedi Papavrami : Raphael Danceny
- Maria Belooussova : La pianiste de la fondation
- Paolo Capisano : Me Plissu
- Jacques Collard : Le médecin de la clinique
- Guy Dangain : L'appariteur de la fondation
- Sophie Hermelin : La secrétaire de la fondation
- Émilie Lafarge : L'assistante du directeur de l'École polytechnique
- Michel Ledouairon : Le maître d'hôtel
- Jérôme Leleu : Le facteur
- Anne Malraux : La jeune fille en fleur
- Marcus : Un serveur du bar africain
- Nestor : Un serveur de bar africain
- Jin-Lin Pak : La violonists foundation
- Christiane Rorato : La mère Taudis
- Éric Vu-An : Le journaliste
- Josiane Stoléru : Mme Leclerc
- Christian Vadim : M. Tourvel
- Didier Flamand : Le directeur de l'École polytechnique
- Valentina Vargas : Émilie
- Lynne Adams : Sophie
- Frédéric Gilles : Le médecin
- Sébastien Huberdeau : L'assistant de Merteuil
- Martin Soucy : Le pianiste
- Doris Milmore : Secrétaire de Merteuil
- Deano Clavet : Le physionomiste du club de jeu
- Jacques Bassal : Un croupier
- David Hout : Un croupier
- Dominique Besnehard : L'adjoint de la fondation
- Bruce Johnson : Jazz Singer
- Marie Loboda : Caroline

## Fiche technique
- Réalisation : Josée Dayan
- Adaptation : Éric-Emmanuel Schmitt d'après le roman de Choderlos de Laclos
- Production : Jean-Luc Azoulay, Stephen Margolis et Maxime Rémillard pour JLA Productions, Remstar Films (coproduction), Future Film Production (coproduction)
- Photographie : Caroline Champetier
- Musique : Angelo Badalamenti
- Direction artistique : Pierre-François Limbosch
- Costumes : Catherine Boisgontier, Jean-Paul Gaultier et Marie-Edith Simonneaux

## Réception
Josée Dayan a été mécontente du doublage qu'on lui a imposé et du découpage de son œuvre.